# Николаевский глинозёмный завод
Николаевский глинозёмный завод (НГЗ) — предприятие в селе Галицыново Николаевского района Николаевской области. Одно из крупнейших предприятий цветной металлургии в Европе.

## История

### 1980—1991
В 1970 году министерство цветной металлургии СССР приняло решение о выборе района города Николаева для разработки технико-экономическое обоснование строительства глинозёмного завода и причалов для приёма бокситов из Гвинеи. После экспертизы и согласования ТЭО 21 июля 1972 года министерство цветной металлургии утвердило ТЭО строительства комплекса «глинозёмный завод-порт» под Николаевом.
Для обеспечения работы завода в 1978 году был введён в эксплуатацию Днепро-Бугский морской торговый порт.
Николаевский глинозёмный завод построен в 1980 году совместно с «Алюминиум Пешине», «Лурги» и другими фирмами. 28 июля 1980 года на заводе был получен первый глинозём. В том же году начальники отделов НГЗ Ю. Ф. Узких и Б. И. Лопатин стали Лауреатами Государственной премии СССР в области науки и техники.
В 1984 году Николаевский глинозёмный завод вышел на проектный уровень производства — выдал 1 млн тонн глинозёма за год. В январе 1986 года на заводе начались работы по освоению производства галлия. В ноябре 1991 года в Днепро-Бугский морской порт пришло первое судно с грузом ямайских бокситов для Николаевского глинозёмного завода.

### После 1991
После провозглашения независимости Украины государственное предприятие было преобразовано в арендное предприятие. В июне 1996 года Кабинет министров Украины утвердил решение о приватизации завода.
В августе 1997 года завод был включён в перечень предприятий, имеющих стратегическое значение для экономики и безопасности Украины.
В феврале 1998 года контрольный пакет в размере 26 % акций предприятия был закреплён в государственной собственности, но 18 января 2000 года Кабинет министров Украины разрешил Фонду государственного имущества Украину осуществить продажу акций.
В феврале 2000 года Фонд государственного имущества Украины объявил коммерческий конкурс по продаже 30 % акций ОАО «Николаевский глиноземный завод». Стартовая цена пакета составляла 115 млн гривен. Наибольшую цену за выставлявшийся пакет (547,2 млн грн. или в эквиваленте 100 млн долларов) предложил «Украинский алюминий» (дочерняя компания «Русского алюминия»), который и был признан победителем конкурса. После этого в собственности государства оставался блокирующий пакет акций, который в течение следующих нескольких лет был выставлен на торги на фондовой бирже (тремя пакетами — один 5%-ный и два по 10 %) и также был куплен «Украинским алюминием».. Приватизация НГЗ стала одной из самых дорогих продаж за годы деятельности Фонда государственного имущества Украины.
В апреле 2002 года система менеджмента качества завода была сертифицирована на соответствие требованиям международного стандарта ISO 9001:2000.
В ноябре 2004 года завод получил сертификат соответствия системы экологического менеджмента завода требованиям международного стандарта ISO 14001:1996. Объёмы производства в 2004 году составили 1,302 млн тонн глинозёма.
В 2006 году завод произвёл 1,41 млн тонн глинозёма.
В сентябре 2007 года на заводе было введено в эксплуатацию построенное в 2005—2007 гг. шламохранилище № 2 площадью 150 га.
В январе 2008 года завод получил сертификат соответствия системы управления охраной труда и промышленной безопасностью требованиям международной спецификации OHSAS 18001.
В 2008 году НГЗ произвёл 1,446 млн тонн глинозема.
В сентябре 2009 года на заводе был установлен новый портовый кран «Liebherr» австрийского производства.
В 2009 году завод увеличил производство на 3,7 % и произвёл почти 1,5 млн тонн глинозема.
С 26 февраля по начало марта 2011 года на шламохранилищах завода наблюдалось сильное пыление красного шлама. Была загрязнена почва на площади 75 тыс. м². Природоохранная прокуратура возбудила уголовное дело против должностных лиц завода. НГЗ выплатил штраф в размере 51 тыс. гривен и принял программу мероприятий по предотвращению пыления шлама.
В 2011 году завод произвёл 1,6 млн тонн глинозема.
В конце января 2012 года на шламохранилищах завода возобновилось пыление красного шлама
В 2012 году завод произвёл 1,429 млн тонн глинозема, в 2013 году — 1 млн. 493,5 тыс. тонн глинозема.
17 марта 2014 года в средствах массовой информации Украины со ссылкой на «источники, близкие к руководству Украины» было объявлено о намерении национализировать собственность российских компаний на территории Украины (в том числе, Николаевский глиноземный завод) в качестве экономических санкций против России, в дальнейшем имели место повторные заявления подобного рода.
18 октября 2016 года правительство Украины ввело санкции против компании «Русал» (отказавшись возмещать налог на добавленную стоимость) и связанной с ней оффшорной компании «Judson Trading Ltd.» (Кипр) и производство глинозёма на НГЗ снизилось.
В октябре 2017 года владелец РУСАЛ продал завод швейцарской компании-трейдеру «Glencore International».
В ноябре 2020 активисты подали коллективный иск в Заводской районный суд Николаева о взыскании 9,2 млрд грн с НГЗ за нанесение ущерба окружающей среде и здоровью жителей. Суд принял иск к рассмотрению и наложил арест на все движимое имущество и имущественные права предприятия в рамках заявленной к взысканию суммы.
В мае 2021 экспертиза Киевского научно-исследовательского института судебных экспертиз Министерства юстиции Украины выявила ряд опасных веществ в отходах красного шлама Николаевского глиноземного завода, которые оказывают негативное воздействие на окружающую среду, а также здоровье человека. Исследовательско-испытательным токсикологическим центром научного центра превентивной токсикологии, пищевой и химической безопасности имени академика Л. И. Медведя Министерства здравоохранения Украины установлено, что в образце красного шлама, предоставленного на исследование было обнаружено: мышьяк, кадмий, ртуть, свинец и т. д.
26 мая 2021 Заводской районный суд Николаева вынес решение о взыскании 9,2 млрд грн с НГЗ. Руководство завода подало апелляцию на решение суда.
10 июня и 27 июля 2021 активисты заявили о давлении со стороны представителей Николаевского глиноземного завода и Национальной полиции.
В сентябре 2021 началось рассмотрение Николаевским апелляционным судом апелляции НГЗ на решение Заводского районного суда.
23 сентября 2021 Николаевская областная государственная администрация сообщила, что за пять лет в Витовском районе Николаевской области у жителей увеличилось количество онкологических заболеваний, при том, что в остальных районах оно снизилось.
4 октября стали известны результаты экспертизы волос жителей окрестностей шламохранилищ НГЗ, в результате которых в организмах людей было обнаружено избыточное содержание целого ряда элементов, вызывающих рак и другие болезни.

## Технология
При производстве глинозёма используется технология автоклавного выщелачивания по способу Байера.